# Ёсида, Ёсикацу
Ёсикацу Ёсида (яп. 吉田 義勝 Ёсида Ёсикацу, 30 октября 1941, Асахикава, Япония) — японский борец вольного стиля, чемпион Олимпийских игр, чемпион мира.

## Биография
Начал заниматься борьбой на любительском уровне в школе Асахикавы. В 1964 году, уже обучаясь в университете Нихон, одержал победу на всеяпонском чемпионате и был отобран в сборную.
На Летних Олимпийских играх 1964 года в Токио боролся в категории до 52 килограммов (наилегчайший вес). Выбывание из турнира проходило по мере накопления штрафных баллов. За чистую победу штрафные баллы не начислялись, за победу по очками при любом соотношении голосов начислялся 1 штрафной балл, любое поражение по очкам каралось 3 штрафными баллами, чистое поражение — 4 штрафными баллами. В схватке могла быть зафиксирована ничья, тогда каждому из борцов начислялись 2 штрафных балла. Если борец набирал 6 или более штрафных баллов, он выбывал из турнира.
Титул оспаривали 22 человека. Ёсикацу Ёсида уверенно прошёл турнир. Опасения ему внушала только схватка с тогда трёхкратным чемпионом мира, явным фаворитом Али Алиевым, однако в тяжёлой встрече со счётом 1-0 он сумел победить советского борца, и затем, одолев в финале корейского спортсмена, стал олимпийским чемпионом. По его словам, перед Олимпиадой он приболел и не принимал участия в церемонии открытия.
| Круг  | Соперник        | Страна                                    | Результат | Основание                  | Время схватки |
| ----- | --------------- | ----------------------------------------- | --------- | -------------------------- | ------------- |
| 1     | Андре Жюте      | Франция                                   | Победа    | Туше (0 штрафных баллов)   | 3:53          |
| 2     | Сесар Дель Рио  | Мексика                                   | Победа    | Туше (0 штрафных баллов)   | 3:46          |
| 3     | Джемал Янылмаз  | Турция                                    | Победа    | По очкам (1 штрафной балл) | -             |
| 4     | Винченцо Грасси | Италия                                    | Победа    | Туше (0 штрафных баллов)   | 7:12          |
| 5     | Али Алиев       | Союз Советских Социалистических Республик | Победа    | По очкам (1 штрафной балл) | -             |
| Финал | Чан Чхан Сон    | Республика Корея                          | Победа    | По очкам (1 штрафной балл) | -             |

После награждения, по пути домой Ёсикацу Ёсида забыл свою золотую медаль на багажной полке поезда. Медаль была возвращена неким анонимом через четыре дня.
В 1965 году завоевал звание чемпиона мира. Трижды выигрывал чемпионат Японии (1963, 1964, 1967).
После окончания карьеры в спорте работал в компании Meiji Dairies, производящей и продающей разнообразные молочные продукты, занимая к концу карьеры должности различных топ-менеджеров.